# سیارک ۱۵۷۰
سیارک ۱۵۷۰ (به انگلیسی: 1570 Brunonia، نامگذاری:1948TX) هزار و پانصد و هفتادمین سیارک کشف شده‌است که در ۹ اکتبر ۱۹۴۸ کشف شد.
قدر مطلق سیارک برابر ۱۲٫۴۰ است.